# Насташевський Віктор Вікторович
Віктор Вікторович Насташевський (10 серпня 1957, Караганда — 1 січня 2025) — український футболіст, нападник. Рекордсмен другої ліги чемпіонату СРСР за кількістю забитих м'ячів за сезон.

## Життєпис
Народився 10 серпня 1957 року в Караганді. У складі місцевої команди «Шахтар», протягом п'яти сезонів, виступав його батько. У 1966 році родина Насташевських переїхала до Києва, Віктор був зарахований до спортінтернату (перший тренер — Віктор Олексійович Горбач).
В 17 років отримав запрошення від керівництва київського «Динамо». Три роки виступав за дублерів. В основному складі провів один матч: проти ленінградського «Зеніту» у весняній першості 1976 року (рахунок 1:1). У складі юнацької збірної став чемпіоном Європи і кращим бомбардиром турніру (змагання проходили в Угорщині).
1977 рік провів у складі донецького «Шахтаря». Здебільшого виступав за дублюючий склад (забив 11 м'ячів). За головну команду провів три лігових матчі.
Наступні сім років захищав кольори київських «армійців». Найкращий бомбардир в історії команди — 141 гол. Двічі був чемпіоном і одного разу срібним медалістом чемпіонату УРСР. У першості 1983 року встановив рекорд результативності для команд другої ліги — 41 забитий м'яч. Наступного року також став кращим бомбардиром чемпіонату УРСР.
Частину сезону 1985 року виступав у складі клубу «Колос» (Нікополь), а з наступного року став гравцем криворізького «Кривбасу». У перший сезон перебування в новій команді встановив клубний рекорд результативності — 25 забитих м'ячів. 1987 року отримав тяжку травму і був змушений завершити кар'єру футболіста. Всього в другій лізі забив 144 м'ячі, за два сезони в першій лізі — 81 матч, 30 голів.
В середині 90-х створив команду з міні-футболу. 1998 року очолював команду першої ліги Узбекистану «Кизилкум» (Зарафшан). З січня 2011 року працює тренером-селекціонером в ДЮСШ «Динамо» (Київ).

## Досягнення
- Чемпіон УРСР (2): 1980, 1983
- Чемпіон СРСР (дублерів):1976(о).
- Срібний призер чемпіонату УРСР (1): 1979
- Кращий бомбардир чемпіонату УРСР (3): 1983, 1984, 1986
- Чемпіон Європи серед юнаків (1): 1976

## Статистика
| Сезон                | Команда              | Ліга                 | Ігри | Голи |
| -------------------- | -------------------- | -------------------- | ---- | ---- |
| 1976                 | «Динамо» (Київ)      | D1                   | 1    | 0    |
| 1977                 | «Шахтар»             | D1                   | 3    | 0    |
| 1978                 | СКА (Київ)           | D3                   | 42   | 15   |
| 1979                 | СКА (Київ)           | D3                   | 44   | 13   |
| 1980                 | СКА (Київ)           | D3                   |      | 20   |
| 1981                 | СКА (Київ)           | D2                   | 46   | 21   |
| 1982                 | СКА (Київ)           | D2                   | 35   | 9    |
| 1983                 | СКА (Київ)           | D3                   |      | 41   |
| 1984                 | СКА (Київ)           | D3                   | 34   | 22   |
| 1985                 | СКА (Київ)           | D3                   | 3    | 0    |
| 1985                 | «Колос» (Нікополь)   | D3                   | 7    | 0    |
| 1986                 | «Кривбас»            | D3                   | 40   | 25   |
| 1987                 | «Кривбас»            | D3                   | 13   | 8    |
| Усього в другій лізі | Усього в другій лізі | Усього в другій лізі |      | 144  |
| Усього в першій лізі | Усього в першій лізі | Усього в першій лізі | 81   | 30   |
| Усього у вищій лізі  | Усього у вищій лізі  | Усього у вищій лізі  | 4    | 0    |